# 小羅拔·赫遜·獲加
（1940年4月15日—2019年12月5日）是一位美國演員，曾出演《逍遙騎士》等電影，並在20世紀60年代和70年代初的電視節目中廣為人知。在後來的幾十年裡，他變得不那麼活躍了。

## 外部連結
- 小羅拔·赫遜·獲加在互联网电影资料库（IMDb）上的資料（英文）
- Robert Walker 在阿尔法记忆的相关页面（一個的Wiki網站）
- "Actor Robert Walker Jr. and friend, Malibu, 1965" （页面存档备份，存于）, photograph by Dennis Hopper from 2011 book of Hopper's photographs, via The Independent.